# Nucșoara (okręg Ardżesz)
Nucșoara – wieś w Rumunii, w okręgu Ardżesz, w gminie Nucșoara. W 2011 roku liczyła 377 mieszkańców.